# Edalorhina nasuta
Edalorhina nasuta är en groddjursart som beskrevs av George Albert Boulenger 1912. Edalorhina nasuta ingår i släktet Edalorhina och familjen Leiuperidae. IUCN kategoriserar arten globalt som otillräckligt studerad. Inga underarter finns listade i Catalogue of Life.